# Comitatul Smith, Texas
Comitatul Smith (engleză Smith County) este un comitat în statul federal Texas din SUA. Sediul comitatului este orașul Tyler. Comitatul aparține de Dry County (regiune uscată), cea ce înseamnă că pe teritoriul său este interzis vânzarea de alcool.

## Date geografice
Comitatul are o suprafață de 2459 km², din care 55 km² este apă. El se află în nordul statului Texas, la ca. 60 km. est de  statul Louisiana și la nord-est de Arkansas. Comitatele vecine luate în sensul acelor de ceasornic sunt: comitatul Wood, Upshur, Gregg, Rusk, Cherokee, Henderson și Van Zandt.

## Istoric
Comitatul Smith a luat ființă în anul 1846 prin subdivizarea comitatului Nacogdoches. El a fost numit după James Smith un general din timpul războiului independență a statului Texas (1835-1836), contra Mexicului.

## Date demografice
| Date demografice | Date demografice |
| Anul             | Nr. loc          |
| ---------------- | ---------------- |
| 1900             | 37.370           |
| 1910             | 41.746           |
| 1920             | 46.769           |
| 1930             | 53.123           |
| 1940             | 69.090           |
| 1950             | 74.701           |
| 1960             | 86.350           |
| 1970             | 97.096           |
| 1980             | 128.366          |
| 1990             | 151.309          |
| 2000             | 174.706          |

Date demografice după datele recensământului din anul 2000
- 174.706 loc. cu densitatea de 73 loc./km²
- 65.692 gospodării
- 46.904 familii
- 72,61% sunt albi
- 19,06% afroamericani
- 0,43% amerindieni
- 0,70% asiatici
- 0,03% loc. a insulelor din Pacific
- 5,74% alte grupări etnice
- 1,44% mulatri și metiși
- 11,17% latino americani

|  | Graficele sunt indisponibile din cauza unor probleme tehnice. Mai multe informații se găsesc la Phabricator și la wiki-ul MediaWiki. |

Date: Wikidata - grafică realizată de Wikipedia

## Localități
| - Arp - Bullard (parțial in Cherokee County) - Hideaway - Lindale - New Chapel Hill - Noonday | - Overton (parțial in Rusk County) - Tyler - Troup (parțial in Cherokee County) - Whitehouse - Winona |